# Selaya Fútbol Club

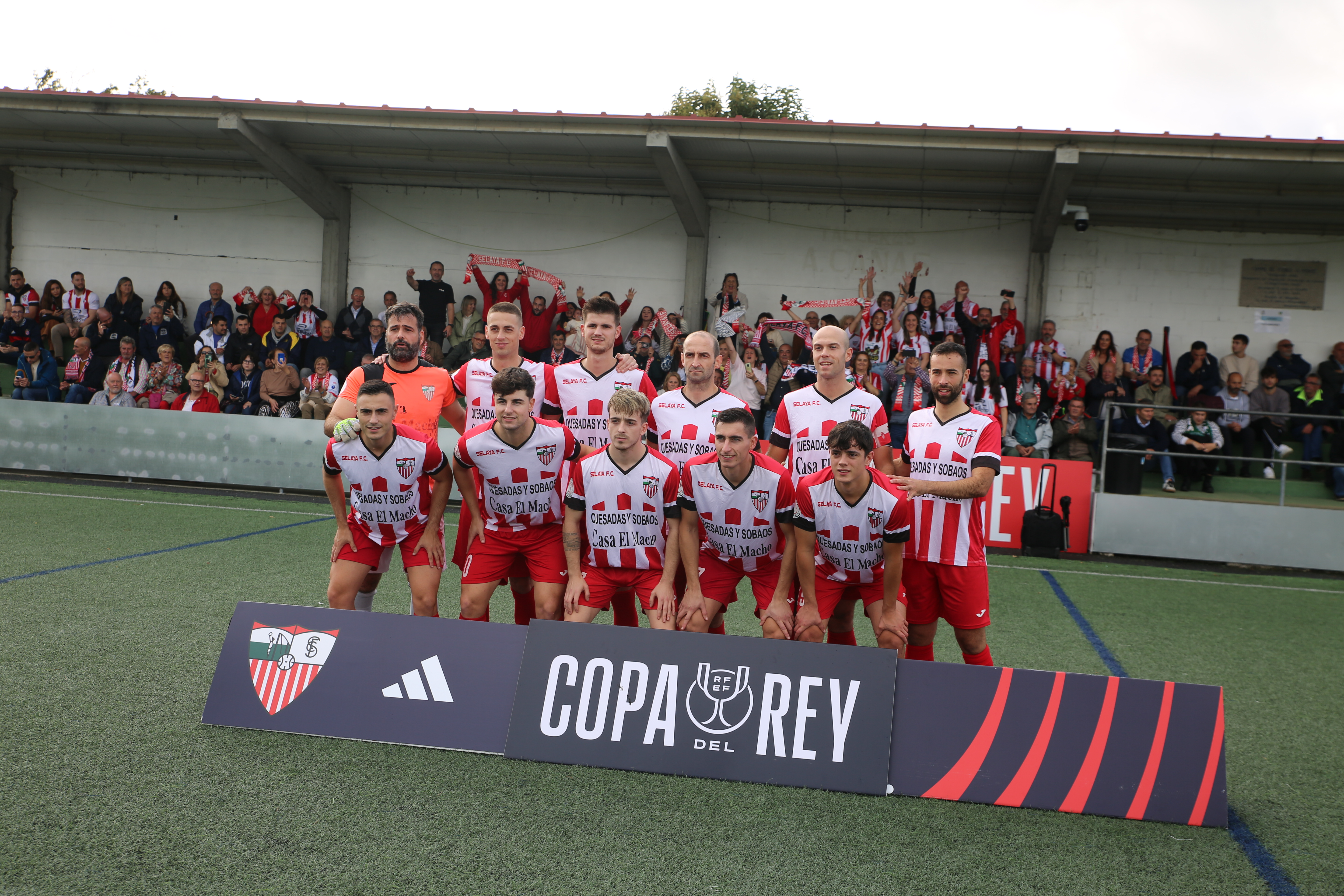
Selaya FC, Copa del Rey 2024-25.

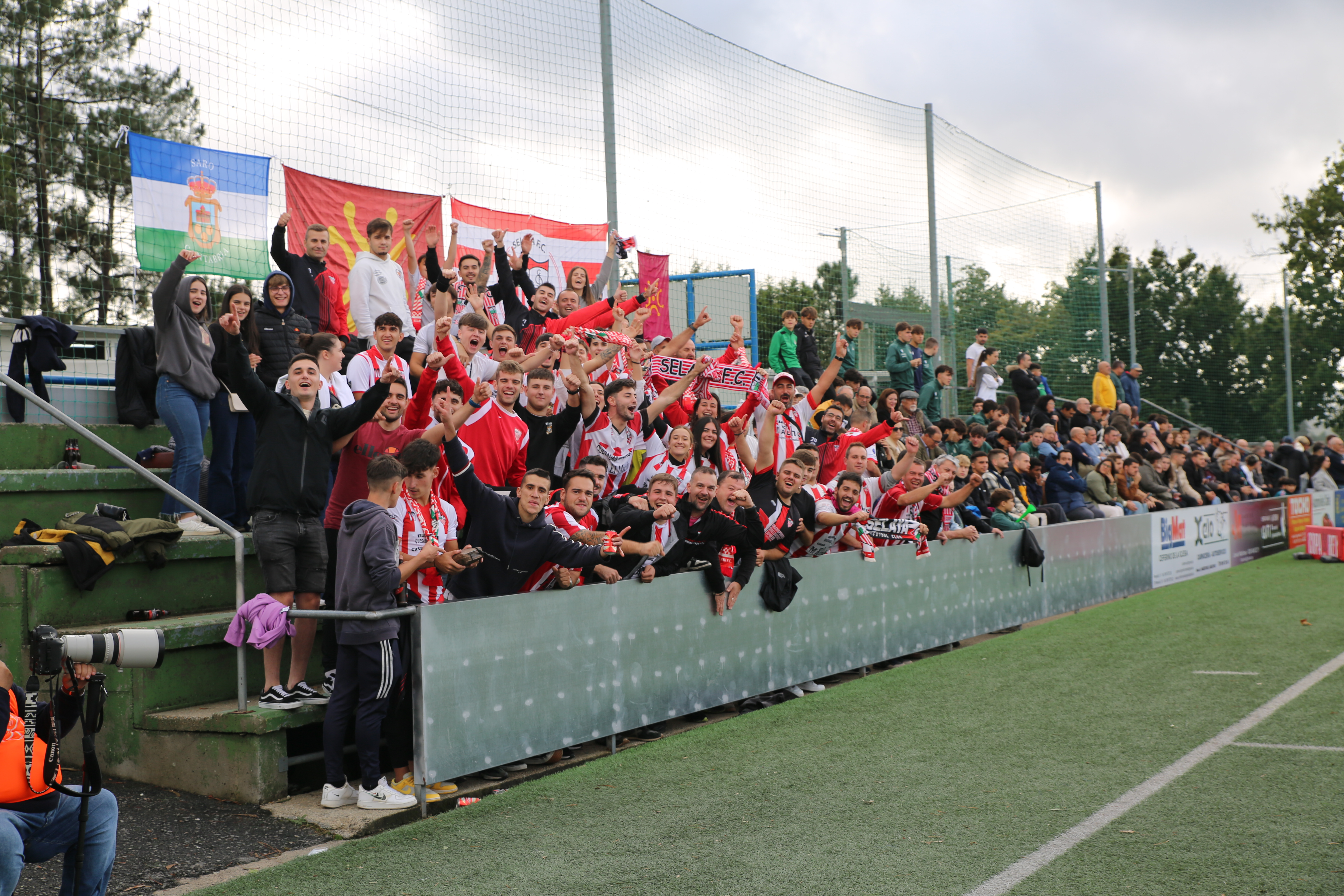
Afición del Selaya FC en el campo del San Tirso.

El Selaya Fútbol Club es un equipo de fútbol de Selaya en la provincia de Cantabria. El club se fundó en 1931 y actualmente milita en Regional Preferente de Cantabria.

## Historia
Fundado en 1931, su mejor clasificación histórica en liga, ha sido el sexto puesto logrado en la 3.ª División en la temporada 1990-91. 
Otros hechos destacables, fueron las clasificaciones para disputar la Copa del Rey en las ediciones de 1991-92 y 2024-25. En la primera participación, consiguió eliminar al Club Deportivo Barquereño, tras ganar tanto en la ida como en la vuelta por el mismo resultado de 1-0 (goles de Peña y Paco Luis). En segunda ronda, fue eliminado por la Unión Montañesa Escobedo, club con el que perdió ambos encuentros. En la ida en terreno del Selaya F. C., cayó por 2-1 (gol local de Emilio) y en la vuelta por 2-0. El 9 de octubre de 2024 cayó en la primera eliminatoria, la previa interterritorial, tras empatar a uno (gol de Arenal para los pasiegos) al final del tiempo reglamentario, fue eliminado en los penaltis por 5-3 por el San Tirso Sociedad Deportiva de Abegondo, club este que ejerció de local.

## Trayectoria
- Temporadas en 1.ª División: 0
- Temporadas en 2.ª División: 0
- Temporadas en 1.ª Federación: 0
- Temporadas en 2.ª Federación: 0
- Temporadas en 3.ª: 14 (1989-90 a 1992-93, 2006-07, 2009-10, 2013-14 a 2017-18, 2019-20 a 2021-22).
  - Mejor puesto en Tercera: 6.º (1990-91).
  - Peor puesto en Tercera: 20º (1992-93 y 2006-07).
- Temporadas en Regional Preferente: 23 (1986-87 a 1988-89, 1993-94 a 2000-01, 2003-04, 2005-06, 2007-08 a 2008-09 y 2010-11 a 2012-13, 2018-19, 2022-23 a 2024-24).
- Temporadas en Primera Regional: 8 (1960-61, 1963-64, 1983-84 a 1985-86, 2001-02 a 2002-03 y 2004-05).
- Temporadas en Segunda Regional: 8 (1956-57 a 1959-60, 1961-62, 1980-81 a 1982-83).
- Temporadas en Tercera Regional: 1 (1970-71).
- Participaciones en Copa del Rey: 2 (1991-92 y 2024-25).

## Palmarés

### Torneos autonómicos
- Copa RFCF-Vicente Pérez Soberón (1): 2024-25.
- Subcampeón de Segunda Regional (1): 1959-60

### Trofeos amistosos
- Campeón del Trofeo Memorial Calluco (1): 2013[2]

## Uniforme
- Uniforme local: Camisa rojiblanca, pantalón rojo y medias rojas.
- Uniforme visitante: Camisa azul, pantalón blanco y medias blancas.

## Temporadas del Selaya
| Temporada         | Categoría           | Puesto | Notas                                  |
| ----------------- | ------------------- | ------ | -------------------------------------- |
| 1956-57           | Segunda Regional    | 5º     | 3º en segunda fase                     |
| 1957-58           | Segunda Regional    | 9º     |                                        |
| 1958-59           | Segunda Regional    | 12º    |                                        |
| 1959-60           | Segunda Regional    | 2º     | ascenso                                |
| 1960-61           | Primera Regional    | 15º    | descenso tras jugar la promoción       |
| 1961-62           | Segunda Regional    |        |                                        |
| 1962-63           |                     |        | no compite                             |
| 1963-64           | Primera Regional    | 14º    |                                        |
| 1964-65 a 1969-70 |                     |        | no compite                             |
| 1970-71           | Tercera Regional    | 12º    |                                        |
| 1971-72 a 1979-80 |                     |        | no compite                             |
| 1980-81           | Segunda Regional    | 7º     |                                        |
| 1981-82           | Segunda Regional    | 11º    |                                        |
| 1982-83           | Segunda Regional    | 5º     | ascenso                                |
| 1983-84           | Primera Regional    | 15º    |                                        |
| 1984-85           | Primera Regional    | 5º     |                                        |
| 1985-86           | Primera Regional    | 2º     | ascenso                                |
| 1986-87           | Regional Preferente | 5º     | pierde la promoción de ascenso         |
| 1987-88           | Regional Preferente | 5º     |                                        |
| 1988-89           | Regional Preferente | 2º     | ascenso                                |
| 1989-90           | Tercera             | 13º    |                                        |
| 1990-91           | Tercera             | 6º     |                                        |
| 1991-92           | Tercera             | 13º    |                                        |
| 1992-93           | Tercera             | 20º    | descenso                               |
| 1993-94           | Regional Preferente | 5º     |                                        |
| 1994-95           | Regional Preferente | 7º     |                                        |
| 1995-96           | Regional Preferente | 13º    |                                        |
| 1996-97           | Regional Preferente | 5º     |                                        |
| 1997-98           | Regional Preferente | 15º    |                                        |
| 1998-99           | Regional Preferente | 13º    |                                        |
| 1999-00           | Regional Preferente | 14º    |                                        |
| 2000-01           | Regional Preferente | 18º    | descenso                               |
| 2001-02           | Primera Regional    | 6º     |                                        |
| 2002-03           | Primera Regional    | 1º     | 1º fase de ascenso; ascenso            |
| 2003-04           | Regional Preferente | 16º    | descenso                               |
| 2004-05           | Primera Regional    | 1º     | semifinalista fase de ascenso; ascenso |
| 2005-06           | Regional Preferente | 2º     | ascenso                                |
| 2006-07           | Tercera             | 20º    | descenso                               |
| 2007-08           | Regional Preferente | 11º    |                                        |
| 2008-09           | Regional Preferente | 2º     | ascenso                                |
| 2009-10           | Tercera             | 17º    | descenso                               |
| 2010-11           | Regional Preferente | 12º    |                                        |
| 2011-12           | Regional Preferente | 8º     |                                        |
| 2012-13           | Regional Preferente | 2º     | ascenso                                |
| 2013-14           | Tercera             | 15º    |                                        |
| 2014-15           | Tercera             | 14º    |                                        |
| 2015-16           | Tercera             | 17º    |                                        |
| 2016-17           | Tercera             | 14º    |                                        |
| 2017-18           | Tercera             | 18º    | descenso                               |
| 2018-19           | Regional Preferente | 3º     | ascenso                                |
| 2019-20           | Tercera             | 14º    |                                        |
| 2020-21           | Tercera             | 6º     |                                        |
| 2021-22           | Tercera RFEF        | 16º    | descenso                               |
| 2022-23           | Regional Preferente | 7.º    |                                        |
| 2023-24           | Regional Preferente | 5.º    |                                        |